# Mythicomyia tagax
Mythicomyia tagax är en tvåvingeart som beskrevs av Axel Leonard Melander 1961. Mythicomyia tagax ingår i släktet Mythicomyia och familjen svävflugor. Inga underarter finns listade i Catalogue of Life.